# Иван Чворович
Иван Чворович (на сръбски: Иван Чворовић) е сръбски футболист с българско гражданство, вратар.

## Кариера
Роден е на 15 юни 1985 г. в столицата на Сърбия Белград. Юноша е на Партизан (Белград). През 2004 г. преминава в Нефтохимик (Бургас), а от лятото на 2007 г. е в Черноморец (Бургас), където пребивава в продължение на две години.
Договорът му с „Акулите“ изтича през 2009 г., и малко по-късно през годината подписва договор с перничани, за срок от две години.
Първоначално е втори вратар в отбора, като заместник на титуляра Иво Иванов, но след като Иванов счупва костици на ръката си, става неизменен титуляр в отбора на Стойчо Стоев.
Отличава се с висок ръст и отличен рефлекс на вратата.
През месец май 2011 г. към Чворович има интерес от ПФК Локомотив (Пловдив), но до трансфер не се стига.
През месец май 2012 г. е обявено, че Чворович вече е състезател на ПФК Лудогорец (Разград).
През юни 2016 г. подписва с Левски.

### Инцидент в Бургас
Чворович става жертва на непредизвикана агресия от страна на хулигани, когато през септември 2007 година е нападнат от неколцина мъже в центъра на град Бургас, и е пребит. Вследствие на побоя престоява няколко дни в болница, за да се възстанови от нараняванията.

## Български национален отбор
Национален състезател на България, като прави дебют на вратата на „трикольорите“ на 27 май 2012 г. в контролна среща срещу Холандия в Амстердам, завършила 1 – 2 в полза на българите.

## Успехи
Лудогорец
- Шампион на България: 2012 – 2013, 2013 – 2014, 2014 – 2015
- Купа на България: 2013 – 2014
- Суперкупа на България: 2012, 2014

Ботев (Пловдив)
- Купа на България: 2016/17
- Суперкупа на България: 2017